# Joodsche Raad van Den Haag
Joodsche Raad van Den Haag was een voor Den Haag en Leiden tijdens de bezetting van Nederland door nazi-Duitsland op last van de bezetter was ingesteld orgaan zonder rechtsvorm, ten einde het ‘Joodse vraagstuk’ in gestructureerde banen te leiden.
De Joodsche Raad voor Nederland (de voormalige Joodse Raad voor Amsterdam) te Amsterdam was belast met de leiding over de provinciale Joodsche Raden.
Den Haag bezat voor de Tweede Wereldoorlog na Amsterdam met rond 17.000 Joden de grootste joodse gemeenschap van Nederland. In oktober 1941 werd de Joodsche Raad van Den Haag voor Den Haag en Leiden ingesteld, met het kantoor van de vertegenwoordiger aan de Hartogstraat 1. De medewerkers die werkten aan de Nieuwe Parklaan waren belast met het opzetten van een cartotheek van joodse inwoners voor de deportaties naar Kamp Westerbork, die vandaaruit naar concentratie- en vernietigingskampen te worden getransporteerd, waar velen van hen werden vermoord. Voor de Haagse inwoners begonnen deze in augustus 1942. Zij moesten zich melden voor de treinreis op Station Staatsspoor en waren verplicht een treinkaartje voor fl. 2,90 te kopen. De deportaties golden ook voor Joodse bejaarden, Joodse weeskinderen, Joodse psychiatrische patiënten en Joodse patiënten in ziekenhuizen. De medewerkers van de Raad hadden aanvankelijk een vrijstelling (Sperre). Velen gaven echter geen gehoor aan de oproepen die aan alle joodse inwoners van Den Haag waren verzonden. Het vanaf 1942 onder Hanns Albin Rauter ressorterende Judenreferat IV B 4, dat als taak de Jodenvervolging in Nederland had en op het Plein en het Binnenhof was gevestigd, liet daarop een aantal razzia’s uitvoeren en liet hen die zich niet gemeld hadden, arresteren en alsnog op transport stellen. Zo werden ook de psychiatrische instellingen als Stichting Rosenburg en Stichting Bloemendaal bij razzia's, die plaatsvonden tussen Oudjaarsavond 1942 en maart 1943, 'gezuiverd'. In september 1943 werden de laatste Joden en ook de aanvankelijk gesperrden als laatsten op transport gesteld, en werd daarmee het orgaan opgeheven. Meer dan 12.000 Joodse Hagenaars werden vermoord. Anderen stierven door ontberingen of ziekten. 
Aan het eind van de oorlog keerden slechts zo’n 2000 Haagse Joden vanuit de kampen of onderduikadressen naar Den Haag terug. 